# بيير فيدال-نوكيه
بيير إيمانويل فيدال-نوكيه (بالفرنسية: Pierre Vidal-Naquet) (23 يوليو 1930م - 29 يوليو 2006م) هو مؤرخ فرنسي بدأ التدريس في مدرسة الدراسات العليا في العلوم الاجتماعية عام 1969م، وبقي هناك حتى تقاعده عام 1997م.
تخصص فيدال-نوكيه متخصصًا في دراسة اليونان القديمة، ولكنه كان مهتمًا ومشاركًا إلى حدٍّ كبير بالتاريخ المُعَاصِر وخاصةً حرب استقلال الجزائر (1954-1962م) التي عارض استخدام الجيش الفرنسي للتعذيب فيها.
كما كان مهتمًّا بالتاريخ اليهودي. بالإضافة إلى أنه انتقد إنكار التاريخ، ذلك بعدما شارك ميشال فوكو وجان ماري دوميناك
في تأسيس مجموعة معلومات السجون (Groupe d'information sur les prisons) التي تعتبر من أوائل الحركات الاجتماعية الحديثة في فرنسا. فيدال-نوكيه الذي ظل متمسِّكًا بحبّه للعصور القديمة، كان مؤيدًا أيضًا لجهود السلام في الشرق الأوسط.